# كهق
كهق هي قرية في مقاطعة مراغة، إيران. عدد سكان هذه القرية هو 1,600 في سنة 2006.